# Суперкубок Грузії з футболу 2025
Суперкубок Грузії з футболу 2025 — 24-й розіграш турніру. Матчі відбулися в червні та липні 2025 року між чотирма найсильнішими командами Грузії 2024 року.
| Володар Суперкубка Грузії 2025 |
| ------------------------------ |
|                                |
| Діла Перший титул              |

## Формат
У турнірі взяли участь переможець Кубка Грузії та три найкращі команди Ліги Еровнулі:
- Чемпіон Грузії — Іберія 1999
- Віце-чемпіон Грузії — Торпедо (Кутаїсі)
- Бронзовий призер Ліги Еровнулі — Діла
- Володар Кубка Грузії — Спаері

## Півфінали
| 26 червня 2025 19:00 (EEST) |

| Іберія 1999   | 1–3      | Діла                                                |
| ------------- | -------- | --------------------------------------------------- |
| Табатадзе 19' | Протокол | Бассінга 21' Андронікашвілі 61' (пен.) Парулава 79' |

| Стадіон ім. Давіда Петріашвілі, Тбілісі Арбітр: Георгій Круашвілі |

| 27 червня 2025 19:00 (EEST) |

| Спаері                                                            | 0–0      | Торпедо (Кутаїсі)                                   |
| ----------------------------------------------------------------- | -------- | --------------------------------------------------- |
|                                                                   | Протокол |                                                     |
|                                                                   | Пенальті |                                                     |
| - Самхарадзе - Г.А.Цецхладзе - Бунтурі - Г.Д.Цецхладзе - Гегіадзе | 4–3      | - Пірес - Ітрак - Варлей - Мамучашвілі - Кверквелія |

| Стадіон ім. Давіда Петріашвілі, Тбілісі Арбітр: Гіоргі Авазашвілі |

## Матч за третє місце
| 1 липня 2025 19:00 (EEST) |

| Іберія 1999                                                      | 0–0      | Торпедо (Кутаїсі)                                       |
| ---------------------------------------------------------------- | -------- | ------------------------------------------------------- |
|                                                                  | Протокол |                                                         |
|                                                                  | Пенальті |                                                         |
| - Мамагеішвілі - Сіхарулідзе - Джгереная - Г.Табатадзе - Дадіані | 2–3      | - Пірес - Мамучашвілі - Гудушаурі - Кохреїдзе - Надарая |

| Стадіон ім. Давіда Петріашвілі, Тбілісі Арбітр: Гурам Мачітідзе |

## Фінал
| 2 липня 2025 19:00 (EEST) |

| Діла                      | 2–0      | Спаері |
| ------------------------- | -------- | ------ |
| Араухо 86' Чабрадзе 90+2' | Протокол |        |

| Стадіон ім. Давіда Петріашвілі, Тбілісі Глядачів: 1 500 Арбітр: Алеко Апціаурі |

| В                | 1  | Давіт Кереселідзе    |  |     |
| З                | 5  | Зураб Рухадзе        |  |     |
| З                | 33 | Рамарік Ету (к)      |  |     |
| З                | 13 | Жуан Араухо          |  |     |
| З                | 2  | Тедо Кікабідзе       |  |     |
| ПЗ               | 6  | Алеко Андронікашвілі |  |     |
| ПЗ               | 11 | Отар Парулава        |  | 90' |
| ПЗ               | 7  | Абубакар Конте       |  |     |
| ПЗ               | 9  | Ібраїма Драме        |  | 81' |
| Н                | 22 | Шота Шекіладзе       |  | 88' |
| Н                | 28 | Део Бассінга         |  | 81' |
| Запасні:         |    |                      |  |     |
| В                | 12 | Лука Санікідзе       |  |     |
| З                | 26 | Жан-Марк Тібуе       |  | 90' |
| З                | 35 | Грігол Чабрадзе      |  | 88' |
| ПЗ               | 15 | Гіоргі Кобахідзе     |  |     |
| ПЗ               | 17 | Бланксон Анофф       |  |     |
| ПЗ               | 20 | Іраклі Бугрідзе      |  | 81' |
| ПЗ               | 21 | Аруна Уаттара        |  |     |
| Н                | 27 | Сіріл Едудзі         |  |     |
| Н                | 30 | Еммануель Боансі     |  |     |
| Головний тренер: |    |                      |  |     |
| Дієго Лонго      |    |                      |  |     |

| В                | 1  | Букхуті Путкарадзе   |     |     |
| З                | 14 | Гіга Самхарадзе      |     |     |
| З                | 20 | Ніколоз Кенчадзе (к) |     |     |
| З                | 31 | Гіоргі Бунтурі       |     |     |
| З                | 40 | Сієнда Матеньва      |     |     |
| ПЗ               | 8  | Саба Майсурадзе      | 81' | 88' |
| ПЗ               | 17 | Гіга Цурцумія        |     |     |
| ПЗ               | 7  | Саба Гегіадзе        |     |     |
| ПЗ               | 18 | Папуна Поніава       |     | 62' |
| ПЗ               | 12 | Леван Барабадзе      |     | 88' |
| Н                | 11 | Гіоргі Д.Цецхладзе   |     |     |
| Запасні:         |    |                      |     |     |
| В                | 23 | Ніколоз Чомахідзе    |     |     |
| З                | 2  | Гіоргі Піртахія      |     |     |
| З                | 22 | Ніка Чагунава        |     |     |
| ПЗ               | 4  | Гіоргі Грігалашвілі  |     |     |
| ПЗ               | 5  | Темур Цалугелашвілі  |     | 62' |
| ПЗ               | 10 | Леван Кобахідзе      |     |     |
| ПЗ               | 24 | Зураб Голубіані      |     | 88' |
| Н                | 9  | Гіоргі А.Цецхладзе   |     | 88' |
| Н                | 30 | Закарія Басилашвілі  |     |     |
| Головний тренер: |    |                      |     |     |
| Анзор Кігурадзе  |    |                      |     |     |